# Rodrigo Mieres
Rodrigo Mieres, vollständiger Name Rodrigo Gastón Mieres Pérez, (* 19. April 1989 in Paysandú) ist ein uruguayischer Fußballspieler.

## Karriere

### Verein
Der Defensivakteur Mieres ist der Bruder von Eduardo Mieres. Er gehörte in der Spielzeit 2009/10 dem Kader Defensor Sportings, aus dessen Jugendabteilung er hervorging, in der Primera División an und kam in einer Ligapartie zum Einsatz. 2011, nach anderen Quellen bereits 2010, folgte eine Ausleihe zum Zweitligisten Club Atlético Rentistas. Mit dem Verein stieg er als Meister der Segunda División in die Primera División auf. In der letzten Partie der Saison brach er sich dort das Schien- und Wadenbein und fiel danach länger aus. Zur Spielzeit 2011/12 kehrte er zu Defensor zurück, wurde in der Primera División allerdings nicht eingesetzt. Im Juli 2012 wurde er zu Central Español transferiert. Dort absolvierte er in der Apertura 2012 zehn Ligaspiele (kein Tor). Anfang 2013 wechselte er im Rahmen eines Leihgeschäfts nach Brasilien zu Toledo Colônia Work. In der Staatsmeisterschaft von Paraná lief er bis zu seiner Rückkehr zu Central Español im Juli 2013 achtmal auf und schoss ein Tor. Für die Apertura 2013 schloss er sich dem Erstligaaufsteiger Sud América an. Er bestritt 13 Ligapartien und erzielte einen Treffer. Im Januar 2014 wechselte Mieres im Rahmen eines Leihgeschäfts zu Deportivo Cuenca. Bei den Ecuadorianern sind im Jahr 2014 34 Ligaspiele und ein Tor für ihn verzeichnet. Im Januar 2015 schloss er sich auf Leihbasis dem argentinischen Klub Atlético Tucumán an. Dort werden 16 Einsätze (ein Tor) in der Primera B Nacional und einer (kein Tor) in der Copa Argentina für ihn geführt. Zum Jahresanfang 2016 kehrte er zu Sud América zurück und bestritt bis Rundenende drei Erstligaspiele (kein Tor) für den Klub. Mitte Juli 2016 wechselte er zu Central Córdoba. Dort lief er 39-mal in der Primera B Nacional auf und erzielte zwei Treffer. Von August 2017 bis Juni 2019 trat Mieres für den Quilmes AC an und den Rest des Jahres für den Club Atlético Juventud de Las Piedras. Zum Jahresanfang 2020 unterzeichnete er einen Kontrakt beim Club Atlético Progreso. Seit Jahresanfang 2024 ist er vereinslos.

### Nationalmannschaft
Mieres gehörte der uruguayischen U-20-Auswahl bei der U-20-Weltmeisterschaft 2009 in Ägypten an. Im Verlaufe des WM-Turniers wurde er nicht eingesetzt.